# Battaglia di Hama
La battaglia di Hama, chiamata anche battaglia di Hamat fu una battaglia tra Babilonesi e le rimanenti forze dell'esercito Egiziano sconfitto precedentemente a Carchemish. Venne combattuta nei pressi dell'antica città di Hamath sulle rive del fiume Oronte. La battaglia è menzionata nelle Cronache Babilonesi, ora conservate al British Museum.
Da queste si apprende che Nabucodonosor II uccise praticamente tutti i combattenti Egiziani, e i pochi superstiti erano talmente sfiancati da non riuscire a tornare in patria.
Le Cronache non riportano la presenza di Necho e la stessa Bibbia parla solo dell'"esercito di Necho" (Ger 46:2), e quindi è possibile che quello degli egiziani fosse solo una semplice guarnigione.